# Cocina ítalo-peruana
La cocina ítalo-peruana se inició con la llegada de inmigrantes y su cultura de la península itálica hacia el Perú. Muchos de los platos gastronómicos mediterráneos de la región de Liguria se adaptaron a ingredientes nativos andinos para suplir la falta de productos de Europa. 
En palabras de Ugo Plevisani, de La Trattoria (Lima, Perú): 

En el Perú hay un matrimonio bifronte, a lo que se llamó el encuentro Pacífico-Mediterráneo. Está, por un lado, la influencia oriental y, por otro, la influencia española y europea, la cual había recibido anteriormente la influencia árabe, que había constituido una especie de renacimiento gastronómico (antes se comía muy pobremente en Europa)

La primera oleada de inmigración italiana se dio entre 1840 y 1880 provenientes en su mayoría de la capital de Liguria, del puerto de Génova, cuna de varios de los mejores navegantes del Mediterráneo. Es también el lugar desde el cual partieron la mayoría de inmigrantes que se establecieron en el Perú, en un comienzo atraídos por el boom del guano de las islas de la segunda mitad del siglo XIX. 
En la década de 1840 había unos mil italianos en el Perú; 40 años después, no eran menos de 10 mil. Estaban repartidos, en su mayoría, en ciudades de la costa específicamente en los puertos, principalmente en Distrito de La Punta (Callao), Tacna, Ica, entre otros.
Los primeros negocios que instalaron en tierra firme fueron de servicio de comida, como fondas, chinganas, cafés, pulperías, panaderías, etc.
Más adelante, los italianos comenzaron a cultivar huertas con diversas especies vegetales. Según Giovanni Bonfiglio, en 1854 el 40% de las huertas de Lima eran de propiedad de inmigrantes italianos. Esto se tradujo en la aparición y difusión de nuevas legumbres frescas, como acelga, zapallito italiano (zucchini), espinaca, coliflor, brócoli, berenjena, albahaca, entre otros. 
Además, los italianos extendieron la producción de vino y piscos en sus haciendas. Ejemplo de ello son las bodegas Tabernero, Santiago Queirolo, Biondi, E. Copello.

## Aporte italiano a la cocina peruana

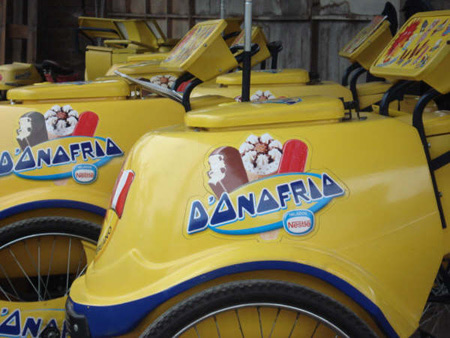
Carretilla de helados D'Onofrio

- El mayor aporte de la gastronomía italiana a la peruana es la introducción de las pastas, componente fundamental de platos como la sopaseca o la sopa a la minuta. Giovanni Bonfiglio, sociólogo de origen italiano que ha investigado este encuentro de dos mesas, encontró en algunas fondas peruanas fideos combinados con arroz, fideos junto con frejoles, fideos en el desayuno y, en el norte peruano, fideos con cebiche.[cita requerida]

- El minestrone, una sopa ligure a base de legumbres frescas y tomate, se transformó en menestrón,[1] una sopa contundente con carne de ternera, diversas pastas cortas, habas, papas, queso fresco, albahaca, yuca y frijoles frescos.
- Las conchitas a la parmesana.[2]

- La torta pascualina pasó a denominarse pastel de acelga en los comercios limeños.[1]
- El mondonguito a la italiana, variante peruana de la trippa alla genovese, en el que se sustituye el funghi porcini por callampa, un hongo andino.[3][4]
- Los spaghettis a la bolognesa pasaron a llamarse tallarines en salsa roja.[1] Mientras que en Italia se comen solo con tuco, con salsa ragú o simplemente salsa napolitana, en Perú se suele cocinar una pieza de pollo en la salsa de tomate.
- Los tallarines verdes (con salsa pesto) que se suele servir con un bistec empanado o hígado frito. Ocasionalmente se sirve acompañado con papa a la huancaína. En Perú se agrega espinaca y se reemplazan los piñones por la pecana.
- Los ravioles rellenos con verduras o carnes.

- La utilización de espinaca, zanahoria, brócoli y calabacín en la comida de diario.

- Los pescadores genoveses establecidos en el Callao pusieron de moda el musciame (o muchame), filete seco de bufeo;[1] en Liguria y en Perú ya no se prepara porque la especie está en peligro extinción. En Perú se le agregó aguacate, tomate fresco y galleta de soda.

- La introducción del panetón en las celebraciones navideñas, el pan fresco tres veces al día y los helados (D'Onofrio).